# Словенська народна партія
Слове́нська наро́дна па́ртія (словен. Slovenska ljudska stránka, SLS) — консервативна, аграрна, і християнсько-демократична політична партія в Словенії. Сформована в 1988 році під назвою Словенський селянський союз як перша некомуністична політична організація в Югославії, вона об'єдналася зі Словенськими християнськими демократами, щоб сформувати сучасну партію в 2000 році. З 2013 року головою SLS є Франк Боговіч. Набрала 6,83% голосів на парламентських виборах 4 грудня 2011 року, здобувши 6 місць у Національних зборах.